# Chloroclystis subcinctata
Chloroclystis subcinctata är en fjärilsart som beskrevs av Louis Beethoven Prout 1915. Chloroclystis subcinctata ingår i släktet Chloroclystis och familjen mätare. Inga underarter finns listade i Catalogue of Life.